# علی زرافشان
علی زرافشان (زاده ۱۳۳۴) معلم و سیاستمدار ایرانی است، که هم‌اکنون بعنوان معاون اسناد سازمان اسناد و کتابخانه ج.ا.ا فعالیت می کند. 
وی دانش‌آموخته کارشناسی برنامه‌ریزی کامپیوتر از دانشگاه شهید بهشتی و کارشناسی ارشد کتابداری و اطلاع‌رسانی از دانشگاه تهران است و فعالیت شغلی را از سال ۱۳۵۳ بعنوان معلم ابتدایی آغاز کرد، از ۱۳۵۶ تا ۱۳۵۸ دبیر راهنمایی تحصیلی و از ۱۳۵۸ تا ۱۳۶۳ بعنوان دبیر دبیرستان و از ۱۳۶۳ تا ۱۳۶۸ مدرس مرکز تربیت معلم، فعالیت می‌کرد. زرافشان در فاصله سالهای ۱۳۷۶ تا ۱۳۸۰ مشاور آموزشی وزیر آموزش و پرورش و از ۱۳۸۰ تا ۱۳۸۴ مدیرکل دفتر برنامه‌ریزی و تألیف کتاب‌های درسی سازمان پژوهش و برنامه‌ریزی بود. وی از سال ۱۳۹۲ عهده‌دار معاونت آموزش متوسطه وزارت آموزش و پرورش بود. از جمله طرح‌های انجام شده در دوره مسئولیت او؛ طرح تعالی مدیریت مدارس است، که بر اساس آن دبیرستان‌های کشور، درجه‌بندی شدند.